# Orlando Ribeiro
Pour les articles homonymes, voir Ribeiro.
Orlando Ribeiro, né à Lisbonne le 16 février 1911 et mort dans la même ville le 17 novembre 1997, est un géographe portugais, universitaire et chercheur de renommée internationale. Ses travaux portèrent sur le Portugal, mais aussi sur les anciennes colonies portugaises et l'Amérique latine, ainsi que sur les îles de l'océan Atlantique telles que les Açores, Madère, les îles Canaries, l'archipel du Cap-Vert et São Tomé-et-Príncipe.

## Biographie
En 1951 il est témoin de l'éruption du Pico do Fogo (Cap-Vert) auquel il consacre une étude, A Ilha de Fogo e as Suas Erupções. En son hommage on nomme « Monte Orlando » l'un des deux petits cônes qui se formèrent sous le volcan lors de cette éruption.
En 1960, il rencontre la géographe française Suzanne Daveau lors du Congrès international de géographie qui se tient à Stockholm. Leur mariage en 1965 est le départ d'une longue collaboration scientifique. Le couple signe de nombreuses publications conjointes et, après le décès de Ribeiro, Suzanne Daveau publie et poursuit les recherches commencées avec son mari.

## Distinctions
- Grand officier de l'ordre de Sant'Iago de l'Épée en 1987

## Sélection de publications
- Finisterra
- A Arrábida. Esboço Geográfico (1935)
- Portugal o Mediterrâneo e o Atlântico (1945)
- A Ilha de Fogo e as Suas Erupções (1954 et 1960)
- Portugal (1955)
- Mediterrâneo. Ambiente e Tradição (1968)